# Џеб Синклер
Џеб Синклер (енгл. Jebb Sinclair; 4. август 1986) професионални је рагбиста и репрезентативац Канаде, који тренутно игра за енглески тим Лондон Ајриш. Висок 193 цм, тежак 111 кг, игра у трећој линији скрама. У каријери је играо Вестерн Форс и Стормерсе, поред Лондон Ајриша за који је до сада одиграо 66 утакмица и постигао 10 поена. Играо је и за репрезентацију Канаде у рагбију 7. За рагби 15 репрезентацију Канаде дебитовао је против Португала 2008. Бранио је боје Канаде на два светска првенства. За Канаду је до сада одиграо 42 тест меча и постигао 2 есеја.